# K. William Stinson

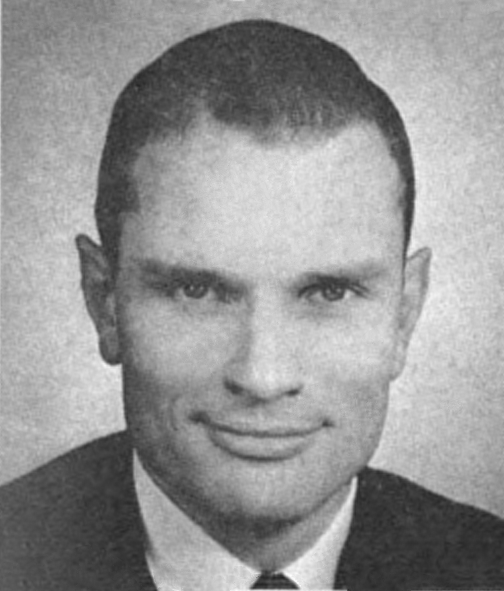
K. William Stinson (1963)

K. William Stinson (* 20. April 1930 in Grand Rapids, Michigan; † 9. Januar 2002 in Cabo San Lucas, Mexiko) war ein US-amerikanischer Politiker. Zwischen 1963 und 1965 vertrat er den Bundesstaat Washington im US-Repräsentantenhaus.

## Werdegang
William Stinson besuchte die öffentlichen Schulen seiner Heimat einschließlich des Grand Rapids Junior College. Danach studierte er bis 1952 an der University of Michigan in Ann Arbor. Nach seiner Studienzeit machte er eine Ausbildung bei der Westinghouse Electric Corp., ehe er zwischen 1953 und 1956 in der US Navy diente. Danach arbeitete er zwischen 1956 und 1959 wieder für die Westinghouse Electric Corp.; anschließend war er Vertreter für Marine- und Sportwaren.
Politisch wurde Stinson Mitglied der Republikanischen Partei. Bei den Kongresswahlen des Jahres 1962 wurde er im siebten Wahlbezirk seines Staates in das US-Repräsentantenhaus in Washington, D.C. gewählt, wo er am 3. Januar 1963 die Nachfolge des Demokraten Donald H. Magnuson antrat, den er bei der Wahl geschlagen hatte. Da er bereits bei den Wahlen von 1964 dem Demokraten Brock Adams unterlag, konnte Stinson bis zum 3. Januar 1965 nur eine Legislaturperiode im Kongress absolvieren. In dieser Zeit wurde der Vietnamkrieg ausgeweitet. Außerdem wurde im Jahr 1964 der 24. Verfassungszusatz im Kongress verabschiedet.
Nach seinem Ausscheiden aus dem US-Repräsentantenhaus zog sich William Stinson aus der Politik zurück und lebte in Battle Ground im Staat Washington.